# Кулл (персонаж)
Кулл (англ. Kull) — герой, вигаданий персонаж творів, коміксів, стрічок. Воїн з Атлантиди, згодом король Валюзії, чиї пригоди відбуваються  в вигадану Турійську еру (приблизно 100 000 років тому). Цей персонаж вигаданий американським письменником-фантастом Робертом Говардом. 
Персонаж був більш інтроспективним, ніж наступне творіння Говарда, Конан, чия перша поява відбулася в переписі відхиленої історії про Кулла.

## Прізвиська
У різних творах, Кулл має різні прізвиська, які уточнюють його походження чи відображають певні його риси:
- Кулл з Атлантиди – вказує на те, що він родом з Атлантиди;
- Кулл Завойовник – вказує на рису характеру та на факт засобу отримання корони Валюзії.

## Особистість
Кулл - герой Роберта Говарда. Зовнішність: Він мав гігантський зріст, доброї статури, сухорлявий та жилавий. Кулл зовні нагадував тигра.
Задум цього персонажа з'явився в автора в 1925 році, але перше оповідання про нього надруковано в 1929 році.
Кулл є «старшим братом» Конана кіммерійця — перше оповідання про Конана «Фенікс на мечі» було переписано з розповіді про Кулле «Цією сокирою я буду правити!». За життя Говарда було опубліковано лише три твори про Кулла. Частина творів залишилася недописаною. Основна частина циклу вперше опублікована в 1967 році, під редакцією Ліна Картера.

## Книжкова біографія

### Життя в Атлантиді
Походження Кулла оповите туманом. Він народився в племені, яке осіло в Долині Тигрів в Атлантиді. І долина і плем'я були знищені потопом, коли Кулл був ще малюком, залишивши молодого Кула жити як здичавілу дитину на багато років. Кулл був знайдений одним з атлантських кланів Морських Гір і врешті всиновлений ними. Згідно подій оповідання «Втеча з Атлантиди» молодий Кулл, зжалившись над дівчиною, яку натовп збирається спалити живцем за те, що вона одружилася з ворогом — лемурійським піратом, — дарує їй швидку смерть, ризикнувши власним життям. Після цих подій, Куллу довелося тікати з Атлантиди.

### Раб, пірат, розбійник і гладіатор
Рятуючись від одноплемінників, Кулл потрапив у полон до лемурійців. Два роки він провів рабом на галері, перш ніж повернути собі свободу під час заколоту.
Він випробував життя пірата між пізньою юністю і ранніми двадцятими роками. Його бойові навички та хоробрість дозволили йому стати капітаном власного корабля. Невдовзі Кулл здобув жахливу репутацію в морях, що оточували Атлантиду та Турію. Кулл втратив свій корабель і екіпаж у морській битві біля узбережжя Валюзії, але знову вижив.
Оселишись у Валюсії, він стає розбійником, однак його кримінальна кар’єра виявилася недовгою, оскільки незабаром він був схоплений валюсійцями та ув’язнений. Викрадачі запропонували йому вибір: страта або служба гладіатора. Він вибрав останнє. Проявивши себе як ефективний боєць і здобувши популярність на столичних аренах, ряд уболівальників допомогли повернути йому свободу.

### Солдат Валюзії
Кулл ніколи не залишав Валюзію і не повертався до життя розбійника. Натомість він приєднався до Королівської армії як найманець, домагаючись підвищення у рангах. У «Проклятті золотого черепа» Кулла, якому вже близько тридцяти, залучає король Валюзії Борна для виконання місії проти амбітного чаклуна Ротата з Лемурії. Кулл виявився ефективним вбивцею.
Борна підвищив Кулла до загального командувача своїми найманцями. Проте сам Борна здобув репутацію своєю жорстокістю і деспотизмом. Серед дворянства було невдоволення правлінням Борни, що зрештою призвело до громадянської війни. Найманці виявилися більш лояльними до Кулла, ніж будь-який інший лідер, що дозволило йому стати лідером їхнього повстання.

### Король Валюзії
Кулл убив Борну і зайняв трон, ставши королем Валюзії, коли йому було ще за тридцять. У «Королівстві тіней» Кулл провів шість місяців на валюзійському троні та зіткнувся з першою змовою проти нього.
Серія продовжилася тим, що Кулл виявив, що отримати корону легше, ніж захистити її. Через пів року правління Кулл стикається з першою змовою («Королівство тіней») і дізнається про древню расу змієлюдей. Разом з піктським радником Ка-ну і Брулом Списоносцем Кулл починає боротьбу зі змієлюдьми і зі жерцями Бога-Змія. У пошуках відповідей на питання про таємниці Буття він зустрічається з магом Тузун Туном.
Протягом оповідань він стикається з кількома внутрішніми та зовнішніми проблемами. Змова його придворних залишає Кулла майже постійно під загрозою втрати життя та трону. Постарілий король дедалі більше усвідомлює «Дамоклів меч», який він успадкував разом із короною.
Кулл веде активну зовнішню політику — він здійснює кілька військових походів за межі Валюзії.
«Дзеркала Тузун Тун» виявляє, що Кулл стає дедалі більш самоаналізованим. Колишній варвар залишився зануреним у споглядання філософії.
У наступні часи (Конана і Брана Мак Морна) Кулл стає легендарним персонажем. Піктський жрець Гонар викликає його, щоб очолити союзне військо на битву з римлянами. 
У оповіданні Конана «Тіні черепа» (Лайон Спрег де Кемп і Лін Картер), з'ясовується, що персонаж іншої серії творів Говарда,  кімерієць Конан, є прямим нащадком Кулла. Однак ця історія була написана через багато років після смерті оригінального автора «Кулла і Конана», Роберта Е. Говарда. У книгах про Конана кілька разів згадується про те, що Кулл — його давній предок, а кімерійці — нащадки атлантів.

## Світ Кулла
Кулл жив у вигаданій Турійській ері приблизно 100 000 років тому.  На той час Атлантиду населяли варварські племена. На схід від Атлантиди знаходився стародавній континент Турія, на якому розташовувалися кілька цивілізованих королівств (Комморія, Грондар, Камелія, Тулє, Зарфхаана, Валюзія, Туранія, Фарсун і Верулія). Найсильнішими серед них були Зарфхаана, Грондар та Валюзія. На схід від Турійського континенту були розташовані острови лемурійців, які були гірськими вершинами затонулого континенту Пацифіда Му.
Через кілька століть після смерті Кулла світ пережив катастрофу і Турійська ера закінчилася.